# Professional Bull Riders

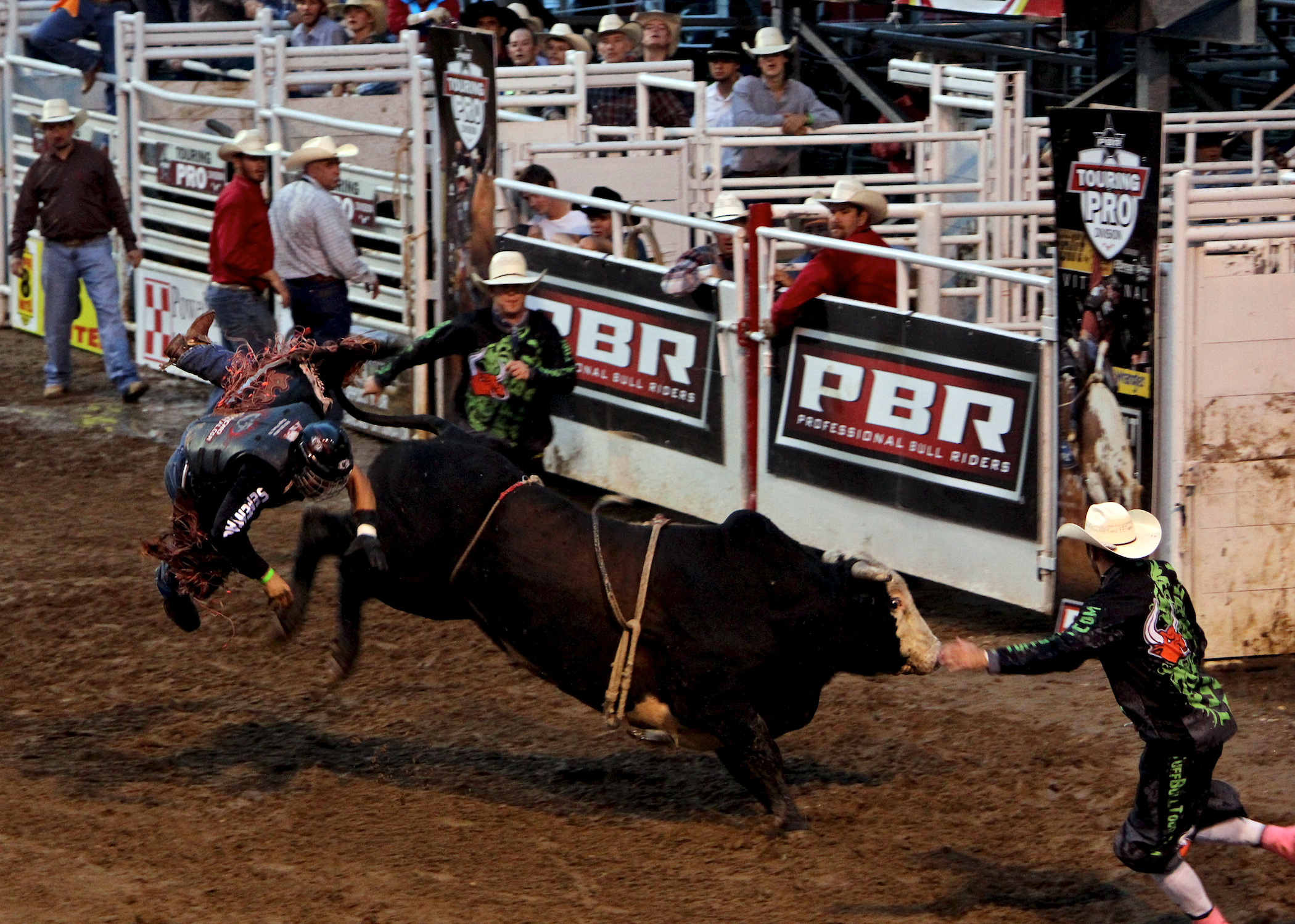
Momento della Touring Pro Division della PBR

I Professional Bull Riders (acronimo in lingua inglese PBR) è la principale associazione di rodeo su tori, ha sede a Fort Worth in Texas, Stati Uniti d'America.

## Formato

### Tour negli Stati Uniti

#### Premier Series
La Premier Series è dove competono i migliori piloti e i tori più costosi dell'associazione e culmina con le finali mondiali PBR, attualmente denominate "Unleash The Beast".
Alla fine della stagione regolare, viene incoronato il campione del mondo che è l'atleta che guadagna più punti durante tutto l'anno; il campione riceve poi un premio di 1'000'000 di dollari durante la cerimonia della "Unleash The Beast".

#### Touring Pro Division
Nel 1995, la PBR ha lanciato la Touring Pro Division; un tour che rappresenta la lega minore dell'associazione che permette ai giovani atleti di competere in eventi di livello inferiore per farsi strada verso la Premier Series.

#### Velocity Tour
Dal 2014, il Velocity Tour accoglie giovani atleti emergenti e li fa competere contro gli atleti affermati della Premier Seriers, portando eventi nelle città degli Stati Uniti che non sono incluse nella Premier Series. Ogni vincitore di un evento di stagione regolare del Velocity Tour ha il diritto fi gareggiare in un evento Premier Series durante la stagione, e se quel pilota vince abbastanza punti all'evento Premier Series, ha la possibilità di guadagnare un posto a tempo pieno nel Tour.

#### Team Series
Nel 2022, la PBR Team Series debutta ufficialmente. Si tratta di un torneo a otto squadre di bull rider che rappresentano diverse regioni degli Stati Uniti che competono l'una contro l'altra. Ogni squadra ha sette piloti nel proprio roster e può avere un massimo di cinque piloti del roster di riserva nei casi in cui i piloti del roster titolare subiscano infortuni durante la stagione. Ci sono dieci eventi della stagione regolare, di cui otto che si svolgono nelle città natale di ogni rispettiva squadra, oltre a due eventi in luogo "neutro". La stagione culmina con il Team Series Championship, che si tiene alla T-Mobile Arena di Las Vegas.

#### Challenger Series
Nata nel 2022, la Challenger Series va dall'estate all'autunno e da modo agli atleti di competere agli eventi delle Team Series come singoli atleti e non come membri di un team. I riders che sono membri di una squadra della Team Series possono infatti competere agli eventi della Challenger Series quando non c'è un evento della Team Series in programma nello stesso fine settimana. Questo tour serve anche come evento di scouting per i dirigenti delle squadre della Team Series che cercano di aggiungere piloti.

## Associazione
Ne fanno parte più di 800 cowboy appartenenti a diversi stati (USA, Canada, Brasile, Australia e Messico); gli eventi vengono trasmessi in YouTube e CBS.

## Storia
Fondata nel 1992 da 20 cowboys ritirati, tutti campioni rinomati di rodeo. Il mandato di Randy Bernard come amministratore delegato durò dal 1995 all'inizio del 2010. Attualmente la carica è ricoperta da Sean Gleason.

## Premi in denaro
Gli atleti ricevono salari esclusivamente attraverso le vittorie che conquistano o gli accordi con sponsor, e non ricevono invece salari fissi. Per ogni stagione vi sono in palio 1 milione di dollari per la vittoria del campionato mondiale, e diverse centinaia di migliaia i vari eventi stagionali (ad esempio la finale "Unleash The Beast" del 2021 assegnava al vincitore oltre 400'000 dollari).
Il due volte campione del mondo J.B. Mauney è l'atleta che ha guadagnato più soldi derivanti esclusivamente dai montepremi degli eventi dell'associazione, con un totale di 7,4 milioni di dollari, senza considerare i proventi derivanti dagli sponsor.

## Vincitori
Campione del mondo della PBR: atleti con il maggior numero di punti raccolti durante la stagione
Vincitore delle finali: attualmente denominata "Unleash The Beast" è la finale del torneo che vede attualmente sfidarsi i primi 40 atleti della classifica mondiale
Rookie dell'anno: miglior esordiente della stagione, selezionato da un comitato di giudici dell'associazione

### Campione del mondo della PBR
- 1994 	 Adriano Morães
- 1995 	 Tuff Hedeman
- 1996 	 Owen Washburn
- 1997 	 Michael Gaffney
- 1998 	 Troy Dunn
- 1999 	 Cody Hart
- 2000 	 Chris Shivers
- 2001 	 Adriano Morães
- 2002 	 Ednei Caminhas
- 2003 	 Chris Shivers
- 2004 	 Mike Lee
- 2005 	 Justin McBride
- 2006    Adriano Morães
- 2007    Justin McBride
- 2008    Guilherme Marchi
- 2009    Kody Lostroh
- 2010    Renato Nunes
- 2011    Silvano Alves
- 2012    Silvano Alves
- 2013    J.B. Mauney
- 2014    Silvano Alves
- 2015    J.B. Mauney
- 2016    Cooper Davis
- 2017    Jess Lockwood
- 2018    Kaique Pacheco
- 2019    Jess Lockwood
- 2020    José Vitor Leme
- 2021    José Vitor Leme
- 2022    Daylon Swearingen
- 2023    Rafael José de Brito
- 2024    Cássio Días
- 2025    José Vitor Leme

### Vincitore delle finali
- 1994  Ted Nuce
- 1995  Troy Dunn
- 1996  Ronnie Kitchens
- 1997  Troy Dunn
- 1998  Reed Corder
- 1999  Ty Murray
- 2000  Tater Porter
- 2001  Luke Snyder
- 2002  J.W. Hart
- 2003  Jody Newberry
- 2004  Mike Lee
- 2005  Guilherme Marchi
- 2006  L.J. Jenkins
- 2007  Wiley Petersen
- 2008  Robson Palermo
- 2009  J.B. Mauney
- 2010  Renato Nunes
- 2011  Robson Palermo
- 2012  Robson Palermo
- 2013  J.B. Mauney
- 2014  Silvano Alves
- 2015  Cooper Davis
- 2016  Ryan Dirteater
- 2017  José Vitor Leme
- 2018  Marco Eguchi
- 2019  Jess Lockwood
- 2020  Boudreaux Campbell
- 2021  José Vitor Leme
- 2022  Daylon Swearingen
- 2023  Rafael José de Brito
- 2024  Sage Kimzey
- 2025  José Vitor Leme

### Rookie dell'anno
- 1995  J.W. Hart
- 1996  Ronnie Kitchens
- 1997  Keith Adams
- 1998  Pete Hessman
- 1999  Mike White
- 2000  Jason Bennett
- 2001  Luke Snyder
- 2002  Dan Henricks
- 2003  Jody Newberry
- 2004  Zack Brown
- 2005  Kody Lostroh
- 2006  J.B. Mauney
- 2007  Clayton Williams
- 2008  Reese Cates
- 2009  Cody Nance
- 2010  Silvano Alves
- 2011  Rubens Barbosa
- 2012  Emilio Resende
- 2013  João Ricardo Vieira
- 2014  J. W. Harris
- 2015  Kaique Pacheco
- 2016  Jess Lockwood
- 2017  José Vitor Leme
- 2018  Keyshawn Whitehorse
- 2019  Dalton Kasel
- 2020  Boudreaux Campbell
- 2021  Eli Vastbinder
- 2022  Bob Mitchell
- 2023  Rafael José de Brito
- 2024  Cássio Días
- 2025  Hudson Bolton